# Zuihō
Zuihō (jap. 瑞鳳) – japoński lotniskowiec lekki typu Zuihō.
Stępkę okrętu położono w 1934, budując pierwotnie szybki tankowiec „Takasaki”. W grudniu 1940 zakończono przebudowę statku na lotniskowiec.
W czerwcu 1942 razem z grupą swoich samolotów „Zuihō” wspierał japońską inwazję w bitwie pod Midway, nie biorąc jednak udziału w starciu sił głównych lotniskowców. W sierpniu tego samego roku, razem z innymi okrętami, został wyznaczony do wspierania operacji na Guadalcanalu. Jednakże, 26 października został uszkodzony przez bombę lotniczą w bitwie pod Santa Cruz.
W kwietniu 1943 „Zuihō” został przydzielony do 11. Floty Powietrznej oraz prowadzenia ostatniej japońskiej ofensywy w regionie wysp Salomona. 25 października 1944 został zatopiony przez amerykańskie samoloty na północny wschód od przylądka Engano.